# Emil & Ida i Lönneberga
Emil & Ida i Lönneberga (Les malifetes de l'Emil en català) és una pel·lícula animada sueca sobre els llibres d'Astrid Lindgren d'Emil i Lönneberga. Va ser estrenada als cinemes de Suècia el 25 de desembre de 2013.

## Repartiment
- Gustav Föghner: Emil Svensson
- Tilda Ramde: Ida Svensson
- Allan Svensson: Anton Svensson
- Elisabet Carlsson: Alma Svensson
- Lindy Larsson: Alfred
- Rebecka Teper: Lina
- Siw Carlsson: Krösa-Maja
- EwaMaria Roos: prostinnan
- Astrid Lindgren: narradora